# Съюз на зелените и селяните
Съюзът на зелените и селяните (на латвийски: Zaļo un Zemnieku savienība) e центристко-дясна политическа коалиция в Латвия.
Тя е създадена през 2002 г. и включва Латвийския селски съюз и Латвийската зелена партия.
През 2011 г. лидери на Съюза на зелените и селяните са подложени на остри критики за корупция от президента Валдис Затлерс, което предизвиква тежка политическа криза в страната. Макар представителят на коалицията Андрис Берзинш да е избран за президент, на предсрочните парламентарни избори от 17 септември 2011 г. Съюзът на зелените и селяните остава с най-малката парламентарна група, като губи 9 от 22-те си места в парламента. На изборите на 4 октомври 2014 г. коалицията е на трето място с 21 места в парламента.